# Amor anónimo
Amor anónimo es una película italiana dirigida en 1971 por Piero Schivazappa
Piero Schivazappa afronta con este film un tema muy candente: el adulterio. Con cierta instropección psicológica y sin forzar la situación, Schivazappa describe algunos momentos del encuentro entre un joven y una mujer casada. Estos momentos se transforman en una relación amorosa, angustiada y atormentada que acaba trágicamente. Es el cuarto film como actor de Massimo Ranieri.

## Sinopsis
Un joven, Sandro Zanichelli, conoce a Claudia Ridolfi, una mujer casada, y se enamora profundamente de ella. 
Stefano, el marido de Claudia, regresa de los Estados Unidos, y esta quiere interrumpir su relación con Sandro. El joven no quiere y le pide a ella que abandone a su marido. Sin embargo la mujer se lo cuenta todo al marido. El joven embargado por el desconsuelo, se suicida.